# Comuna Unisław
Comuna Unisław este o comună (în poloneză: gmina) rurală în powiat Chełmno, voievodatul Cuiavia și Pomerania, Polonia.
Comuna acoperă o suprafață de 72,45 km² și are, potrivit datelor din anul 2006, o populație de 6.766.